# Karl 10. Gustavs polske krig
Karl 10. Gustavs polske krig (polsk Potop szwedzki, litauisk Švedų tvanas; "svenske syndafloden") var en krig fortrinsvis mellem Sverige og Polen-Litauen som varede fra 1655 – 1660 og sluttede uden nogen klar sejrherre. Sverige havde mange succeser i begyndelsen af krigen. Man indtog store dele af Polen-Litauen og mange polakker gik over til den svenske side. Efterhånden som krigen foregik øgedes modstanden mod svenskerne, samtidigt med både Rusland og Danmark erklærede krig  mod  Sverige og Karl 10. Gustav marcherede til Danmark. Også andre lande støttede Polen-Litauen. Ved krigens afslutning afstod Polen-Litauen fra alle krav mod den svenske krone og erkendte Sveriges besiddelse af Estland, Ösel og Livland, men Sverige fik ingen territorielle gevinster i Polen-Litauen.

## Baggrund

### Situationen i Polen-Litauen
I Polen havde der siden 1648 hærget et oprør mod den polske regering. Oprørerne, der var ledet af af Bogdan Khmelnytskij, var hovedsageligt  kosakker og tatarer. Situationen forværredes da Rusland invaderede Polen-Litauen i juli 1654. Ruslands mål med krigen var at vinde land langs det polsk-litauiske Østeresøkyst da man ved freden i Stolbova med Sverige i  1617, havde mistet al adgang til Østersøen.

### Sveriges krigsforberedelser
I Sverige, som netop havde skiftet monark efter at dronning Kristina abdicerede til fordel for sin fætter Karl 10. Gustav, planlagde man en krig. Der fandtes to alternativer: Det ene var at angribe arvefjenden Danmark som efter Trediveårskrigen og Torstenssonfejden var meget svagt. I en sådan krig skulle man forsøge tage det rige Skåneland. Det andet alternativ var at angribe mod øst, mod både Rusland og Polen, og som desuden lå i krig med hinanden. For den svenske udenrigspolitik var det vigtigt at Rusland ikke fik magt over de polske kystbyer. Samtidigt så man Rusland som en virkelig trussel mod Sverige, som da som gerne skulle kunne slå dem.

### Krigplanen
Den svenske plan var at angribe med to arméer, en fra vest og den anden fra nordøst. Feltmarskallen Arvid Wittenberg skulle gå ind fra Pommern med en armé om 14.000 mand bestående fortrinsvis af hvervede tropper, samtidigt som Karl 10. Gustav skulle komme efter Arvid Wittenberg med en armé på 15.000 mand  fra Sverige. I nordøst skulle Gustaf Horn og Gustaf Adolf Lewenhaupt gå ind i med 9.000 mand fra svenske Livlande. Planerne for indtoget i Polen omfattede svenske tropper på totalt omkring 40.000 mand. Dette kan sammenlignes med den polske modstanderhær på omkring 200.000 mænd, af hvilke 50.000 disponeredes mod svenskene.

### Indtoget
Livlandska armé stod under befaling af Magnus Gabriel De la Gardie, men han havde ingen erfaring som feltherre, og befalingen førtes derfor af Gustaf Adolf Lewenhaupt. Arméen stod ikke færdig helt så hurtigt som man havde ønsket. En russisk hær stod i begyndelsen af juni ved Düna og truede Dünaburg. Først 19 juni kunne Lewenhaupt med en mindre afdeling bryde op fra Riga og 1. juli erobrede han Dünabyrg, men troppen var for svag for at rykke ind i i Litauen, så han  gik tilbage til Kokenhusen på den svenske side, og nærmede sig Riga. Magnus Gabriel De la Gardie som var kommet til Livland 13 juli, forsøgte forhandle med fyrsterne Radziwill om en aftale at rejse Samogitien og Litauens stænder under svensk beskyttelse, men dette førte ikke til resultater. Først i begyndelsen af august var han klar til  at gøre et nyt forsøg til indmarch. 4. august mønstrede han 7.000 mand i Kokenhusen, og gjorde en bevægelse ind i på polsk område og erobrede Birsen og ved Radziwillski blev de stående. Årsagen var at en stor russisk armé flyttet frem over Borisov og Minsk, og De vel Gardie villes undgå kamp med disse. Arméen i Livland forblev derfor inaktiv året ud.
Først efter at svenskerne måtte opgive Belejringen af Czestochowa-klosteret i slutningen af 1655 og de polske adelsmænd så de  rettigheder, som den svenske konge havde lovet, i stigende grad var i fare, begyndte strømmen at vende. I slutningen af 1655/begyndelsen af 1656 sluttede talrige adelsmænd sig sammen for at danne forbundet af Tyszowce mod Karl Gustav. Fra da af ydede de bitter modstand mod de svenske tropper og tvang dem efterhånden til at trække sig tilbage fra store dele af landet. Brandenburg, Danmark og Transsylvanien samt kontingenter fra Habsburg deltog også i kampene, som varede indtil 1660. I den østlige del af Rzeczpospolita, som var blevet ødelagt i 1648, først af oprørske kosakker og senere af russiske tropper, blev kampene kun afsluttet af Andrusovo-traktaten.
Kampene og den tilhørende plyndring og ødelæggelse af store områder og mange byer under krigene under denne "blodige syndflod" havde tilsvarende ødelæggende konsekvenser for Polen-Litauen som Trediveårskrigen havde for Den Tyske Nations Hellige Romerske Rige. Udover befolkningstabet vejede det uigenkaldelige tab af alle former for kulturværdier også tungt, da for eksempel en del byer i løbet af de langvarige kampe gentagne gange blev krigsskuepladser og dermed blev ofre for røveri og mord begået af soldaterne.

## Freden
Krigen blev afsluttet med Freden i Oliwa der blev indgået den 3. maj (23. april iht. den julianske kalender) 1660. 
Fredsaftalen indebar at:
1. den polske konge, Johan 2. Kasimir, afstod alle krav på den svenske krone for sig og sine efterkommere og
2. afstod det nordlige Livland samt Estland og Ösel til Sverige;
3. den tyske kejser, Leopold I, tilbagegav de besatte områder i Svensk Forpommern og Mecklenburg til Sverige;
4. fredsaftalerne mellem Sverige og kurfyrsten af Brandenburg i Königsberg, Marienburg og Labiau blev ophævet, og
5. Sverige anerkendte indirekte kurfyrstens suverænitet som hertug over Østpreussen.

En af de mest bemærkelsesværdige virkninger af den ødelæggende syndflod var den efterfølgende svækkelse af Polens internationale status. 